# Ла Ластра (Болоња)
Ла Ластра (итал. La Lastra) је насеље у Италији у округу Болоња, региону Емилија-Ромања.
Према процени из 2011. у насељу је живело 107 становника. Насеље се налази на надморској висини од 744 м.